# Au soldat inconnu, le débarquement de Provence
Pour plus de détails, voir Fiche technique et Distribution.
Au soldat inconnu, le débarquement de Provence (The Unknown Soldier, Operation Dragoon) est un film français réalisé par Thomas Lemoine, sorti le 13 mai 2009 lors du Festival de Cannes au Short Film Corner.
Une nouvelle version est sortie en juin 2011.

## Synopsis
Août 1944, durant le débarquement de Provence, un soldat français, trop jeune pour faire la guerre, rencontre un tirailleur sénégalais au combat. C’est à travers une lettre qu’il adresse à son père, qu’il retrace son histoire, exprime ses angoisses et décrit toute l’horreur de la guerre.

## Fiche technique
- Titre français : Au soldat inconnu, le débarquement de Provence
- Titre anglais : The Unknown Soldier, Operation Dragoon
- Réalisation et scénario : Thomas Lemoine
- Production : Scotprod, Établissement de communication et de production audiovisuelle de la Défense (ECPAD)
- Producteur : Thomas Lemoine et Dimitri Lemoine
- Avec le soutien du ministère de la Défense, de l’université Nice Sophia Antipolis, du conseil général des Alpes-Maritimes, du conseil général du Var, du CROUS de Nice Toulon[2].
- Société de distribution : ECPAD édition
- Pays :  France
- Langue : français
- Durée : 15 minutes
- Genre : drame, guerre et historique
- Date de sortie : France 13 mai 2009
- Nouvelle version : France juin 2011
- En 2024, pour le 80e anniversaire de la libération de la France, le film reçoit le label " 80 ans de libération[3] " du ministère de la Défense et de l'Office national des anciens combattants et victimes de guerre. Il filme est projeté lors de plusieurs commémorations dans la région PACA et à une nouvelle sortie au cinéma.

## Distribution
- Jacques Frantz : le père (narrateur)
- Thomas Lemoine : le soldat inconnu
- Mamadou Sall : le tirailleur sénégalais
- Nicolas Depetris : le sergent
- Pierre Blain : le soldat allemand

## Autour du film
- C’est à la suite de l’article « The death of French culture » du magazine Time du 21 novembre 2007, que Thomas Lemoine décide de produire et réaliser un film sur le débarquement de Provence en réunissant un nombre important de moyens, malgré son jeune âge[4]. Il déclare au journal Var-Matin « je veux profiter du défi lancé par les Anglo-Saxons pour leur prouver que la jeunesse de France se bat pour la reconnaissance de sa culture » [5].

- C’est le premier film de fiction sur le débarquement de Provence du 15 août 1944.

- Thomas Lemoine obtient la mise à disposition gracieusement d’un bâtiment de la Marine nationale, le Sabre, un chaland de débarquement de type EDIC, de la part du ministre de la Défense Hervé Morin[6].

- La reconstitution des scènes de débarquement a été tournée sur la plage historique du débarquement de Provence, le Dramont à Saint-Raphaël[7].

- L'Établissement de communication et de production audiovisuelle de la Défense (ECPAD) est coproducteur du court-métrage. C’est la première fois que l’ECPAD coproduit une fiction, normalement spécialisé dans les documentaires et reportages[8].

- Thomas Lemoine a fait sensation auprès des médias lors du Festival de Cannes 2009 avec une affiche géante sur le palace Majestic Barrière et l’organisation d’un défilé militaire dans les rues de Cannes et sur la Croisette pour la promotion du film[9].

- Le film est référencé dans le livret du ministère de la Défense pour les professionnels du cinéma[10].

- Le film Au soldat inconnu, le débarquement de Provence a été sélectionné hors compétition au FEMI, Festival Régional et International du Cinéma de Guadeloupe en 2012[11].

- Le film a été diffusé à la cinémathèque de Nice en mai 2015 dans le cadre d'un programme sur le 70e anniversaire de la libération[12].

- C'est un préquel historique au film Au soldat inconnu, les enfants de la Résistance (2011).